# (73253) 2002 JF43
(73253) 2002 JF43 – planetoida z pasa głównego asteroid okrążająca Słońce w ciągu 4,99 lat w średniej odległości 2,92 j.a. Odkryta 9 maja 2002 roku.